# Champions (film, 2018)
Pour les articles homonymes, voir Champions.
Pour plus de détails, voir Fiche technique et Distribution.
Champions (Campeones) est un film espagnol réalisé par Javier Fesser et sorti en 2018. 
Le film suit Marco Montes qui est l'entraîneur adjoint de l'équipe de basket de l'Estudiantes Madrid en Liga ACB. Personnage arrogant et de mauvaises manières, il finit par être licencié de son travail après une altercation en plein match avec l'entraineur principal de l'équipe. Parallèlement, son couple bat de l'aile car Sonia, sa compagne, désire un enfant, mais lui tergiverse et fuit cette responsabilité. Un soir, il s'enivre de dépit dans un bar et prend le volant. Il est alors responsable d'un accident de la route. Arrêté en état d'ivresse avancée, il se voit puni d'une lourde amende. Il doit alors choisir entre deux années de prison ou 90 jours de travaux d'intérêt généraux au sein d'une équipe de basket appelée Les Amis et constituée de sportifs débutants handicapés. Après un premier rejet de l'idée, il finit par s'y plier à contrecœur, jusqu'à découvrir qu'il peut beaucoup apprendre du monde du handicap. Peu à peu, l'équipe devient de plus en plus compétitive et se qualifie pour le championnat national.
Un remake américain sort en 2023.  

## Synopsis
Marco Montes (Javier Gutiérrez Álvarez) est l'adjoint de l'entraîneur de l'équipe de basket de l'EstudianteMadrid, Francisco Carrascosa (Daniel Freire). Faisant face à beaucoup de stress depuis que sa femme Sonia (Athenea Mata) et lui sont en froid en raison du désir de la première d'avoir un enfant, Marco agresse son supérieur pendant un match après s'être disputé avec lui quant à la stratégie de l'équipe et au comportement de Marco. Le soir venu, Marco se saoule dans un bar, ce qui l'amène à conduire en état d'ivresse et à causer un accident avec une voiture de police. Marco est arrêté et condamné par la juge Victoria (Laura Barba) à une peine de travaux d'intérêt général de 90 jours, au cours desquels il devra entraîner l'équipe de basket de l'association Les Amis, qui regroupe des individus souffrant de divers handicaps mentaux.
En dépit de sa profonde réticence et de ses préjugés envers les personnes handicapées, Marco est accueilli avec enthousiasme par le responsable de l'association, Julio (Juan Margallo). Marco commence à entraîner l'équipe, mais éprouve beaucoup de difficultés à s'adapter aux différents troubles dont souffrent les membres de l'équipe, notamment en raison de leurs difficultés à rester concentrés, à comprendre les instructions de Marco ou à respecter les conventions sociales auxquelles il est habitué. Il remarque toutefois le talent d'un des joueurs qui reste à l'écart des autres, Román.
Marco tente tant bien que mal de préparer son équipe à leur premier match de compétition, découvrant peu à peu la vie de ses joueurs, aidé par Julian qui le pousse à ouvrir les yeux sur les membres des Amis et à se rendre compte des efforts qu'ils accomplissent au quotidien, au basket comme dans le reste de leur vie. Le soir après le match, Marco se rend dans un bar, où Sonia le retrouve pour tenter de réparer leur relation, mais Marco reste rétif et ils se disputent à nouveau. En dépit de ces difficultés, Marco continue à se consacrer à son équipe, et parvient même à aider l'un des membres, Juanma (Daniel Sanz), à surmonter sa peur de l'eau.
L'équipe des Amis joue un nouveau match, accueillant à cette occasion Collantes, une joueuse particulièrement caractérielle. S'adaptant de plus en plus à son équipe, Marco parvient à leur faire arracher la victoire. Toutefois, lors du voyage de retour de Cuenca, le chauffeur et les autres passagers perdent patience face aux joueurs handicapés, et la situation dérape lorsque Collantes frappe le chauffeur qui se montrait odieux avec elle. Marco et les joueurs sont exclus du bus, mais parviennent toutefois à rentrer. Le soir, Marco rend visite à Sonia, mais les deux se disputent à nouveau. Toutefois, grâce à Sonia et à son collègue Antonio, propriétaire d'un camping-car, l'équipe dispose désormais d'un moyen de transport.
Désormais accompagnée de Sonia (Marco ne pouvant conduire le camping-car puisque son permis de conduire est suspendu à la suite de sa condamnation), l'équipe des Amis enchaîne les victoires, au point d'être encensée par la presse locale, atteignant la troisième place du championnat régional. Marco se montre de plus en plus enthousiaste à la tête de son équipe, son ancien patron Francisco assistant incrédule à sa transformation en un individu plus tolérant. Même Román, qui continue à se tenir à l'écart de l'équipe, admet que Marco accomplit un bon travail et qu'il a beaucoup progressé au contact des Amis. Marco et Sonia discutent à nouveau de la possibilité d'avoir un enfant, mais Marco s'y refuse toujours, craignant d'avoir un enfant souffrant d'un handicap comme ses joueurs.
L'équipe de Marco se qualifie pour la finale du championnat, à laquelle ils ne peuvent se rendre, le match devant se jouer aux Canaries alors que les Amis n'ont pas de quoi financer le voyage. Sensible à l'immense déception de ses joueurs, Marco demande de l'aide à Sonia pour se faire passer pour des policiers et manipuler Yepes (Vicente Gil), un restaurateur et l'employeur abusif d'un de ses joueurs, Benito (Alberto Nieto Fernández), le forçant ainsi à financer le voyage des Amis. L'équipe peut ainsi se rendre aux Canaries, et au cours du voyage, les joueurs aident Marco à dépasser sa peur des ascenseurs, comme il l'avait fait pour Juanma et son aquaphobie. Marco apprend également de Julio la véritable histoire de Román, qui accepte de jouer pour l'équipe.
L'équipe des Amis disputent la finale contre celle des Nains, qui s'avèrent être des adversaires particulièrement redoutables. Les Amis, efficacement supervisés par un Marco plus impliqué que jamais, livrent une performance remarquable, mais s'inclinent finalement sur un score très serré. Marco est toutefois surpris de voir son équipe jubiler de leur deuxième place et d'entendre la salle acclamer les Amis, mais finit par se ranger à la joie collective, Amis et Nains célébrant ensemble leur incroyable match. A l'issue du match, Marco se réconcilie définitivement avec Sonia, à qui il annonce qu'il est désormais prêt à avoir un enfant avec elle.
Son travail auprès des Amis étant désormais terminé après son succès, Marco se voit offrir par Francisco de le rejoindre en tant qu'adjoint à l'entraîneur de la sélection officielle espagnole. Bien qu'ému de le voir partir, Julio souhaite bonne route à Marco qui échange de vibrants adieux avec son équipe qui lui témoigne une profonde reconnaissance, voyant en lui aussi bien un entraîneur qu'un ami, voire une figure paternelle.

## Fiche technique
- Réalisateur : Javier Fesser
- Sociétés de production : Películas Pendelton, Morena Films et Movistar+, TVE et Universal Pictures International Espagne
- Photographie : Chechu Graf
- Musique : Rafael Arnau
- Dates de sortie :
  - Espagne : 6 avril 2018
  - France : 6 juin 2018

## Distribution
- Javier Gutiérrez Álvarez : Marco Montes, l'entraîneur de basket
- Juan Margallo (es) : Julio, le responsable de l'équipe de basket « Les Amis »
- Athenea Mata (es) : Sonia, la compagne de Marco
- Luisa Gavasa (es) : Amparo
- Daniel Freire (es) : Paco Carrascosa, l'entraîneur de l'Estudiantes Madrid
- Itziar Castro : la mère du basketteur Jesús
- Chani Martín : le conducteur du bus Cuenca
- José de Luna : Juanma

## Production
Le film a été tourné pendant environ neuf semaines dans diverses zones de la Communauté de Madrid et dans la province de Huelva.
Durant les premières séquences du film, l'action se déroule durant un véritable match de basket de Liga ACB opposant l'Estudiantes Madrid à l'Iberostar Tenerife. L'international français Edwin Jackson apparait en caméo.

## Accueil

### Box-office
En Espagne, la première semaine de projection dépasse les 250 000 spectateurs et rapporte une somme estimée à 1 977 994 euros. Campeones est la meilleure première de la production cinématographique espagnole depuis Tadeo Jones 2: La Aventura del Rey Midas en août 2017.

## Distinctions

### Récompenses
- Prix Feroz 2019[3],[4]
  - meilleure comédie
- Goyas 2019[5],[6]
  - Prix Goya du meilleur film.
  - Prix Goya du meilleur espoir masculin pour Jesús Vidal.
  - Prix Goya de la meilleure chanson originale pour Este es el momento de Coque Malla.

## Remake
Le cinéaste américain Bobby Farrelly réalise un remake, Champions, qui sort en 2023. Woody Harrelson y reprend le rôle principal.